# EREXION
『SFXドラマErexion』(韓国語：SFX 드라마 이레자이온)は、韓国で製作された特撮テレビドラマである。2006年から翌年にかけてテレビで放送された。なお、番組タイトルのErexionはイレザイオンと読む。

## ストーリー
地球からはるか遠くの惑星アイロンに銀河系のバランスを保つ強力なエネルギー源の水晶を有する水晶塔があった。邪悪なテラがこの塔を支配しようと企んだが、勇敢な将軍カモが塔を破壊してこれを阻止した。水晶は7つに分かれ地球全体に散らばった。テラを打ち負かしたこの爆発でテラは休眠状態になった。こうしてアイロンのリ大祭司は水晶の7つのかけらを探し銀河系のバランスを回復するためボディーガードのモッキとともに地球に向かった。モッキと地球の過去・現在・未来から来た6人とで構成される天地七人が、水晶が悪の手中に落ちるのを防ぐため裏切り者のチュイとふたたび目覚めたテラと戦う。

## 登場人物

### 天地七人とその仲間たち
天地七人とは水晶のオーラを集め、テラとその一味を倒すために選ばれた戦士たち。モチーフは陰陽五行。
イルソン
演： チェ・ウソク
- 太陽（日）の戦士。1127年（高麗時代）から召喚されたヨン門派の高弟。愛のために門派を捨てウォルファと逃げている途中、ファサンに追いつめられている時に召喚された。友情、人への信頼、愛を完全に支持しているが、それだけ迷いも多くある。力を呼び覚ますための水晶を最後7番目に発現する。

ウォルファ
演 ： チャン・ジウォン
- 太陰（月）の戦士。1127年から召喚されたヨン門派チャン・ムンインの一人娘。イルソンとの愛のために門派と家族をすべて捨てイルソンと一緒に逃げるが、親友のファサンに追いつかれた時に召喚された。イルソンを一途に愛し信じて助け合いながら、天地七人の間では広い寛大な心で皆に接する。暖かい親和力を持っており、他人を先に配慮することができる。月のオーラをもって生まれ、力を呼び覚ますための水晶を5番目に発現する。ここで、「大切さの意味」という悟りを得る。

ファサン
演 ： イ・ゴン
- 火の戦士。1127年から召喚された男性。イルソン、ウォルファとは同じ門派に属し、この両方とは親しい関係だ。ウォルファに片思いしているが、イルソンとウォルファが愛のために、門派や家族を捨てて逃亡した際に、門派からこの2人を追えという命を受けて、2人を追い2人を捕まえようとした時に召喚される。門派内ではウォルファの愛と後継者の座をめぐりイルソンと対立していた。しかし、公私を区別して天地七人としてはイルソンと共闘する。冷笑的で生真面目だが、度量があり猪突猛進することもできる。火のオーラをもって生まれ、力を呼び覚ますための水晶を3番目に発現する。ここで、「犠牲」の悟りを得る。

スシム
演 ： イ・ガヨン
- 水の戦士。2006年から召喚された女性。幼少の頃に母親に捨てられたつらい記憶がある。このため、心の中に悲しみをかかえており、人をあまり信じない。一人で生きていかなければならないと思っている。いろいろな事を経験しながら徐々に性格が明るくなる。水のオーラをもって生まれ、力を呼び覚ますための水晶を最初に発現する。ここで、「過去の悲しみは忘れ、愛と友情に心の平穏を探す」という悟りを得る。

モッキ
演 ： チャ・ウジン
- 木の戦士。惑星アイロン出身。カモ大将軍の高弟。リ大祭司を保護すべき義務を負っており、彼もこの義務に特に抵抗がなく、リ大祭司に忠実な警護官でありたいと思っている。自分よりもリ大祭司の安全を最優先に考えている。義理堅く勇猛で自制心が優れている。敵対勢力である黄道十二宮の詳細について知っており、このため彼らとの対決で優位を占めることができ、天地七人にすべての情報を知らせる情報通である。木のオーラをもって生まれ、力を呼び覚ますための水晶を6番目に発現する。ここで「許し」という悟りを得る。

クムガン
演 ： チョン・セイン
- 五行の金の戦士。未来から召喚された少年。コンピュータ関連の最新機器のメカニズムに精通している。天地七人に移動する場所と水晶の位置を教える。鉄のオーラをもって生まれ、力を呼び覚ますための水晶を4番目に発現する。ここで、「勇気と自信」という悟りを得る。

トリョク
演 ： チョン・イロ
- 土の戦士。2006年から召喚された男性。熱しやすく冷めやすい性格でノリが軽いが、天地七人を常に明るく元気にするムードメーカーを務めている。土のオーラをもって生まれ、力を呼び覚ますための水晶を2番目に発現する。ここで、「一人ではなく、私たち」という悟りを得る。

リ大祭司
演 ： チョン・ヨン
- 惑星アイロンの大祭司。水晶塔の復元のために地球に来て、天地七人を召喚する。

カモ大将軍
演 :　ソン・ギユン
- リ大祭司の父親。テラの企みを阻止するが、命を落とす。

ペクイン導師
演 :
- 白髪で白髭を生やし白い服を着た老人。黄道十二宮の反乱の際にカモの盟友となり、聖霊の書に黄道十二宮を封じた。天地七人に黄道十二宮と戦う際に役に立つ様々なことを教える。オープニングに後姿が映っており、第10話から第13話に登場。

### テラとその一味
テラ
演 ： イ・ハンソル
- 宇宙を支配しようという野望をカモに阻まれ、エネルギーを回復するためにしばらくの間おとなしくしていたが、エネルギー回復後はその圧倒的な威力を見せつけることになる。

チュイ
演 ： チ・ジュンソン
- 惑星アイロンの宰相。拘束されていたテラを自分の野望実現のために解放した。テラの側近であり、一味のNo.2で頂点に立つために虎視耽々とテラの座を狙っている。契約の書を口実に黄道十二宮を操っており、彼らを使って天地七人を攻撃して水晶の奪取を試みている。

#### 黄道十二宮
黄道十二宮はかつて宇宙の秩序を守護する正義の戦士だったが、反乱を起こして鎮圧された後、聖霊の書に封じられた。自分を助けて仕事を成功させれば、聖霊の書を破壊して契約から解放してやるというチュイの言葉によって天地七人と戦うことになる。
コルキス
- 牡羊座の男性戦士。トリョクと対戦。電磁波を使った攻撃ができる。第7話と第8話に登場。

エウロペ
- 牡牛座の戦士。一時的に相手の時間を遅くしてその動きを封じ込めることができる。ウォルファのことでこれまで冷たい仲だったファサンとイルソンのコンビプレーを引き出すことになる。第9話と第10話に登場。

カストロ
演 ：パク・ジャンホ
- 双子座の男性戦士。黄道十二宮のリーダー。劇中天地七人との接触が最も多い。戦士としての誇りを持って天地七人に勝ちたいと考えている。

ポーリー
演 ：チョ・スルギ
- 双子座の女性戦士。カストロの右腕であり、カストロが強い誇りと自由に対する欲望で突き進もうとすれば、これを適切に制御する。

トゥレップ
演 ：
- 蟹座の戦士。罠を仕掛けてリ大祭司と天地七人を暗鬱の中に追い込む。「トゥレップ」は英語のトラップの韓国語風の発音。第16話から第18話に登場。

ネメア
演 ：チョ・ジェヨン
- 獅子座の男性戦士。誇り高く、戦いで勝つことを何よりも好む。

アステリア
演 ：チョ・ソンジュ
- 乙女座の女性戦士。女性だけの城の城主。過去に恋人だったある男に裏切られた切ない過去の影響で冷たく人を信じない性格になってしまった。イルソンとウォルファのカップルを別れさせようとする。第13話から第15話までと第17話・第18話に登場。

ペルロンス
演 ：イ・ジュウォン
- 天秤座の男性戦士。音波を武器にした攻撃ができ、結界を張る能力も持っている。「ペルロンス」とはバランスという英語の韓国語風の発音。第10話と第11話に登場。

スコルピオン
- 蠍座の戦士。暗闇の中に姿を消して天地七人を攻撃する。第19話と第20話に登場。

ケイロン
演 ：ノ・スンタク
- 射手座の男性戦士。弓矢を使って遠く離れたところから攻撃ができる。トゥレップと連携して天地七人を攻撃する。第15話から第19話に登場。

パン
演 ：チェ・ジェソン
- 山羊座の男性戦士。モッキの守護神格であり、戦いは嫌いだがやむを得ず天地七人と戦う。第20話から第22話に登場。

カイメデウス
演 ：パク・ユンベ
- 水瓶座の男性戦士。黄道十二宮の参謀役。思慮深く状況を把握しながらカストロとポーリーにアドバイスをする。

ティポン
演 ：チョ・ソンジュ
- 魚座の女性戦士。オープニングでもはっきりと確認可能なキャラクターで、無数の飛び魚でウォルファとスシムを追い詰めた。結果的には、この戦いでスシムを覚醒させてしまう。第5話から第7話まで登場。

### その他
チャン・ムンイン
演 ：
- ウォルファの父親で、イルソンとファサンの師匠。

## 音楽
オープニング曲・ エンディング曲
- " 光 "
  - 作詞:  / 作曲:  / 歌:Paran

エンディング曲（第16話から）
- " 目に見えない力 "
  - 作詞:  / 作曲:  / 歌:Paran

## 放送日程
| 放送日          | 話数 | サブタイトル         |
| --------------- | ---- | -------------------- |
| 2006年 11月24日 | 1    | 未知の任務           |
| 12月1日         | 2    | 最後の戦士           |
| 12月8日         | 3    | あなたたちは天地七人 |
| 12月15日        | 4    | 旅の始まり           |
| 12月22日        | 5    | 対決の始まり         |
| 12月29日        | 6    | 黄道の道             |
| 2007年 1月5日   | 7    | 水晶の応答           |
| 1月12日         | 8    | 第二の応答           |
| 1月19日         | 9    | 手強い敵             |
| 1月26日         | 10   | 犠牲                 |
| 2月2日          | 11   | 謎の老人             |
| 2月9日          | 12   | 恩人                 |
| 2月16日         | 13   | 悲しい別れ           |
| 2月23日         | 14   | 陰陽城               |
| 3月2日          | 15   | 復活                 |
| 3月9日          | 16   | 忘却の川 1           |
| 3月16日         | 17   | 忘却の川 2           |
| 3月23日         | 18   | 忘却の川 3           |
| 3月30日         | 19   | 地球へ来た悪の化身   |
| 4月6日          | 20   | 封印神殿へ行く道     |
| 4月13日         | 21   | 怪物の復活           |
| 4月13日         | 22   | 背信者               |
| 4月20日         | 23   | 無敵のネメア         |
| 4月20日         | 24   | 真の勝利の意味       |
| 4月27日         | 25   | 旅の終わり 1         |
| 4月27日         | 26   | 旅の終わり 2         |